# Dodenbezweerder

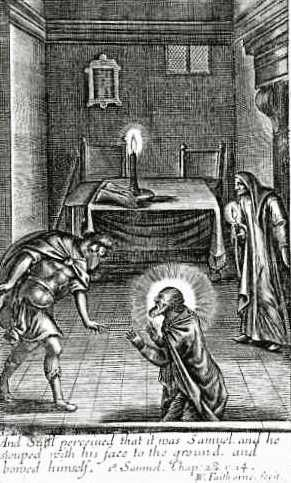
De Heks van Endor haalt in opdracht van Saul de geest van Samuel uit de wereld van de doden

De dodenbezweerder is iemand die necromantie beoefent. Dit bezweren van de doden is een tak van magie die meestal als zwarte magie beschouwd wordt. Via bovennatuurlijke weg wordt contact gezocht met de geesten of kadavers van de doden. De 'dodenbezweerder' is ook een geijkt figuur (een stock-character) in het fantasygenre.

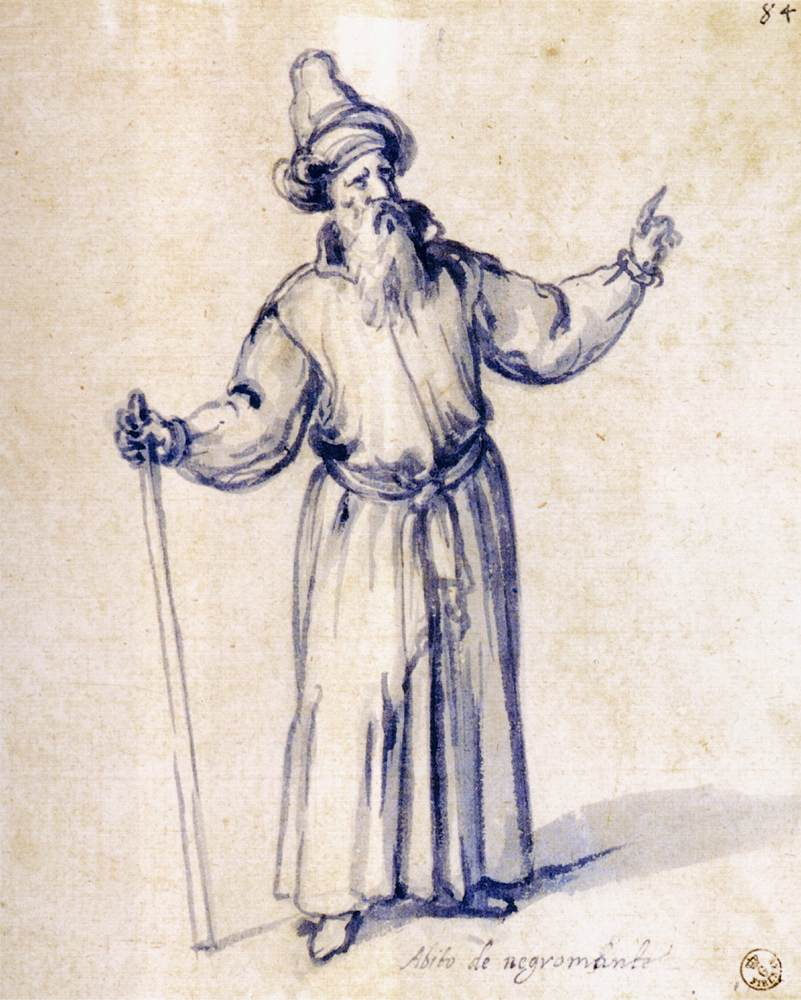
Tekening

## De dodenbezweerder in de geschiedenis
Aeschylus laat in een van zijn toneelstukken Atossa, de koningin van Perzië, plengoffers voor de doden brengen, zij laat ook het mannenkoor zingen om de geest van haar man (de overleden Darius) op te roepen. Naar verluidt zou ook Nero via een magiër contact met Julia Agrippina minor (zijn moeder) gezocht hebben, om haar te vragen niet zo boos op hem te zijn.
Op doden bezweren stond de doodstraf in de wet van Mozes. Toch waren dodenbezweerders kennelijk nog actief bij de Israëlieten, want volgens de Hebreeuwse Bijbel vaardigde koning Saul van het koninkrijk Israël een nieuw verbod uit op geestenbezwering en waarzeggerij. Toch bezocht hij kort na het uitvaardigen van dit verbod de dodenbezweerster van Endor. Op verzoek van Saul riep zij de geest op van de kort daarvoor overleden profeet Samuel. Ook wordt uit de Hebreeuwse Bijbel duidelijk dat dodenbezweerders gebruikelijk waren in omringende landen van Israël, met name het Oude Egypte.
In de Codex Theodosianus, wetteksten verzameld in opdracht van Theodosius II, werd dodenbezwering als extreem gevaarlijk beschouwd. Tijdens het Concilie van Brixen in 1080 werd paus Gregorius VII beschuldigd van waarzeggerij, heiligschennis, ketterij, het openlijk gebruiken van waarzeggerij en het bezweren van doden.

## De dodenbezweerder in de literatuur
In het Lebor Gabála Érenn wordt de keltische ambachtsgod Dian Cécht beschreven. Hij roept de dode leden van de Tuatha Dé Danann weer tot leven door bezweringen te zingen boven een bron waarin de gedode strijders werden ondergedompeld.
Necromantie was vooral populair in de middeleeuwen en de renaissance. De verleidingen en gevaren ervan werden levendig beschreven in de Faust-verhalen van Christopher Marlowe en Johann Wolfgang von Goethe.
Dodenbezweerders worden in games en het moderne fantasygenre doorgaans gekarakteriseerd door hun zwarte kleding, grote wallen onder hun ogen, en een bleekgekleurd gelaat, alsmede een grote variatie aan accessoires met magische symbolen en runen. Ze zijn over het algemeen geleerd en intelligent, maar fysiek zwak.